# Labatut (Landes)
Labatut è un comune francese di 1 431 abitanti situato nel dipartimento delle Landes nella regione della Nuova Aquitania.

## Società

### Evoluzione demografica
Abitanti censiti